# Општина Тепеапулко (Идалго)
Тепеапулко (шп. Tepeapulco) општина је у Мексику у савезној држави Идалго. Општина се налази на надморској висини од 2508 м.

## Становништво
Према подацима из 2010. у општини је живело 51664 становника.

### Хронологија
| Година       | 2000                  | 2005                  | 2010                  |
| ------------ | --------------------- | --------------------- | --------------------- |
| Становништво | 49539 (23949 / 25590) | 49850 (23849 / 26001) | 51664 (24741 / 26923) |

### Попис
| \| \| м \| \| \| ж \| \| 0—2 \| 1.317 \| \| \| 1.208 \| \| 3—5 \| 1.307 \| \| \| 1.378 \| \| 6—11 \| 2.988 \| \| \| 2.888 \| \| 12—14 \| 1.448 \| \| \| 1.325 \| \| 15—17 \| 1.435 \| \| \| 1.404 \| \| 18—24 \| 2.883 \| \| \| 2.995 \| \| 60+ \| 2.701 \| \| \| 2.871 \| \| Просек : \| 30,1 \| \| \| 31,4 \| |       |  |  |       |
| |       |  |  |       |
| | м     |  |  | ж     |
| 0—2 | 1.317 |  |  | 1.208 |
| 3—5 | 1.307 |  |  | 1.378 |
| 6—11 | 2.988 |  |  | 2.888 |
| 12—14 | 1.448 |  |  | 1.325 |
| 15—17 | 1.435 |  |  | 1.404 |
| 18—24 | 2.883 |  |  | 2.995 |
| 60+ | 2.701 |  |  | 2.871 |
| Просек : | 30,1  |  |  | 31,4  |

| #   | Индикатор                                                                                        | Вредност |
| --- | ------------------------------------------------------------------------------------------------ | -------- |
| 1   | Становништво од 0 до 2 године                                                                    | 2525     |
| 2   | Мушко становништво од 0 до 2 године                                                              | 1317     |
| 3   | Женско становништво од 0 до 2 године                                                             | 1208     |
| 4   | Становништво са 3 и више година                                                                  | 48716    |
| 5   | Мушко становништво са 3 и више година                                                            | 23216    |
| 6   | Женско становништво са 3 и више година                                                           | 25500    |
| 7   | Становништво са 5 и више година                                                                  | 46922    |
| 8   | Мушко становништво са 5 и више година                                                            | 22324    |
| 9   | Женско становништво са 5 и више година                                                           | 24598    |
| 10  | Становништво са 12 и више година                                                                 | 40155    |
| 11  | Мушко становништво са 12 и више година                                                           | 18921    |
| 12  | Женско становништво са 12 и више година                                                          | 21234    |
| 13  | Становништво са 15 и више година                                                                 | 37382    |
| 14  | Мушко становништво са 15 и више година                                                           | 17473    |
| 15  | Женско становништво са 15 и више година                                                          | 19909    |
| 16  | Становништво са 18 и више година                                                                 | 34543    |
| 17  | Мушко становништво са 18 и више година                                                           | 16038    |
| 18  | Женско становништво са 18 и више година                                                          | 18505    |
| 19  | Становништво од 3 до 5 година                                                                    | 2685     |
| 20  | Мушко становништво од 3 до 5 година                                                              | 1307     |
| 21  | Женско становништво од 3 до 5 година                                                             | 1378     |
| 22  | Становништво од 6 до 11 година                                                                   | 5876     |
| 23  | Мушко становништво од 6 до 11 година                                                             | 2988     |
| 24  | Женско становништво од 6 до 11 година                                                            | 2888     |
| 25  | Становништво од 8 до 14 година                                                                   | 6711     |
| 26  | Мушко становништво од 8 до 14 година                                                             | 3441     |
| 27  | Женско становништво од 8 до 14 година                                                            | 3270     |
| 28  | Становништво од 12 до 14 година                                                                  | 2773     |
| 29  | Мушко становништво од 12 до 14 година                                                            | 1448     |
| 30  | Женско становништво од 12 до 14 година                                                           | 1325     |
| 31  | Становништво од 15 до 17 година                                                                  | 2839     |
| 32  | Мушко становништво од 15 до 17 година                                                            | 1435     |
| 33  | Женско становништво од 15 до 17 година                                                           | 1404     |
| 34  | Становништво од 18 до 24 године                                                                  | 5878     |
| 35  | Мушко становништво од 18 до 24 године                                                            | 2883     |
| 36  | Женско становништво од 18 до 24 године                                                           | 2995     |
| 37  | Женско становништво од 15 до 49 година                                                           | 14325    |
| 38  | Становништво са 60 и више година                                                                 | 5572     |
| 39  | Мушко становништво са 60 и више година                                                           | 2701     |
| 40  | Женско становништво са 60 и више година                                                          | 2871     |
| 41  | Однос између мушкараца и жена                                                                    | 91.9     |
| 42  | Становништво од нуле до 14 година                                                                | 13859    |
| 43  | Становништво од 15 до 64 године                                                                  | 33578    |
| 44  | Становништво од 65 година и више                                                                 | 3804     |
| 45  | Просечан број деце                                                                               | 2.32     |
| 46  | Становништво рођено у ентитету                                                                   | 38358    |
| 47  | Мушко становништво рођено у ентитету                                                             | 18492    |
| 48  | Женско становништво рођено у ентитету                                                            | 19866    |
| 49  | Становништво рођено у другом ентитету                                                            | 12473    |
| 50  | Мушко становништво рођено у другом ентитету                                                      | 5822     |
| 51  | Женско становништво рођено у другом ентитету                                                     | 6651     |
| 52  | Становништво од 5 година и више резидентно у ентитету у јуну 2005. године                        | 44011    |
| 53  | Мушко становништво старосног доба од 5 година и више, резидентно у ентитету у јуну 2005. године  | 20767    |
| 54  | Женско становништво старосног доба од 5 и више година, резидентно у ентитету у јуну 2005. године | 23244    |
| 55  | Становништво од 5 година и више које је живело у другом ентитету у јуну 2005. године             | 2038     |
| 56  | Мушко становништво старије од 5 година које је живело у другом ентитету у јуну 2005. године      | 999      |
| 57  | Женско становништво старије од 5 година које је живело у другом ентитету у јуну 2005. године     | 1039     |
| 58  | Становништво од 3 године и више које говори аутохтони језик                                      | 259      |
| 59  | Мушко становништво старо 3 године и више које говори аутохтони језик                             | 129      |
| 60  | Женско становништво старо 3 године и више које говори аутохтони језик                            | 130      |
| 61  | Становништво од 3 године и више које говори аутохтони језик и не говори шпански језик            | 0        |
| 62  | Мушко становништво старо 3 године и више које говори аутохтони језик и не говори шпански         | 0        |
| 63  | Женско становништво старо 3 године и више које говори аутохтони језик и не говори шпански језик  | 0        |
| 64  | Становништво старо 3 године и више које говори аутохтони језик и шпански                         | 216      |
| 65  | Мушко становништво старо 3 године и више које говори аутохтони језик и шпански                   | 104      |
| 66  | Женско становништво старо 3 године и више које говори аутохтони језик и шпански                  | 112      |
| 67  | Становништво од 5 година и више које говори аутохтони језик                                      | 258      |
| 68  | Становништво од 5 година и више које говори аутохтони језик и не говори шпански језик            | 0        |
| 69  | Становништво од 5 година и више које говори аутохтони језик и говори шпански језик               | 216      |
| 70  | Становништво у домородачким домаћинствима                                                        | 653      |
| 71  | Становништво са ограничењима у активностима                                                      | 2566     |
| 72  | Становништво са ограниченим ходањем или кретањем, горе или доле                                  | 1495     |
| 73  | Становници са ограничењима вида, чак и уз кориштење сочива                                       | 709      |
| 74  | Становништво са ограничењима говора, комуникације или конверзације                               | 235      |
| 75  | Становништво са ограниченим слухом                                                               | 411      |
| 76  | Становништво са ограничењима при одевању, купању или јелу                                        | 157      |
| 77  | Становништво са ограничењима у опажању или учењу једноставних ствари                             | 140      |
| 78  | Становништво са менталним ограничењима                                                           | 190      |
| 79  | Становништво без ограничења активности                                                           | 48526    |
| 80  | Становништво од 3 до 5 година које не похађа школу                                               | 1194     |
| 81  | Мушко становништво од 3 до 5 година које не похађа школу                                         | 595      |
| 82  | Женско становништво од 3 до 5 година које не похађа школу                                        | 599      |
| 83  | Становништво од 6 до 11 година које не похађа школу                                              | 98       |
| 84  | Мушко становништво од 6 до 11 година које не похађа школу                                        | 56       |
| 85  | Женско становништво од 6 до 11 година које не похађа школу                                       | 42       |
| 86  | Становништво од 12 до 14 година које не похађа школу                                             | 109      |
| 87  | Мушко становништво од 12 до 14 година које не похађа школу                                       | 60       |
| 88  | Женско становништво од 12 до 14 година које не похађа школу                                      | 49       |
| 89  | Становништво од 15 до 17 година похађа школу                                                     | 2143     |
| 90  | Мушко становништво од 15 до 17 година похађа школу                                               | 1049     |
| 91  | Женско становништво између 15 и 17 година живота у школи                                         | 1094     |
| 92  | Становништво од 18 до 24 године похађа школу                                                     | 2020     |
| 93  | Мушко становништво од 18 до 24 године похађа школу                                               | 1044     |
| 94  | Женско становништво од 18 до 24 године похађа школу                                              | 976      |
| 95  | Становништво од 8 до 14 година које не може да чита и пише                                       | 96       |
| 96  | Мушко становништво старосног доба од 8 до 14 година које не може да чита и пише                  | 63       |
| 97  | Женско становништво старосног доби од 8 до 14 година које не може да чита и пише                 | 33       |
| 98  | Становништво од 15 година и више које је неписмено                                               | 1762     |
| 99  | Мушко становништво од 15 година и више које је неписмено                                         | 604      |
| 100 | Женско становништво од 15 година и више које је неписмено                                        | 1158     |
| 101 | Становништво старо 15 и више година без школовања                                                | 1875     |
| 102 | Мушко становништво старо 15 и више година без школовања                                          | 687      |
| 103 | Женско становништво старо 15 и више година без школовања                                         | 1188     |
| 104 | Становништво старосног доба 15 и више година са непотпуним основним образовањем                  | 3297     |
| 105 | Мушко становништво старосног доба од 15 година и више са непотпуном основним образовањем         | 1452     |
| 106 | Женско становништво старосног доба 15 и више година са непотпуном основним образовањем           | 1845     |
| 107 | Становништво старо 15 и више година са комплетним основним образовањем                           | 5538     |
| 108 | Мушко становништво старо 15 година и више са комплетним основним образовањем                     | 2495     |
| 109 | Женско становништво старо 15 и више година са комплетним основним образовањем                    | 3043     |
| 110 | Становништво старосног доба 15 и више година са непотпуним средњим образовањем                   | 1414     |
| 111 | Мушко становништво старосног доба од 15 година и више са непотпуним средњим образовањем          | 777      |
| 112 | Женско становништво старосног доба од 15 година и више са непотпуним средњим образовањем         | 637      |
| 113 | Становништво старо 15 и више година са пуним секундарном образовањем                             | 9550     |
| 114 | Мушко становништво старосног доба од 15 година и више са пуним секундарном образовањем           | 4686     |
| 115 | Женско становништво старосног доба од 15 година и више са пуним секундарном образовањем          | 4864     |
| 116 | Становништво старије од 18 година са постосновним образовањем                                    | 14011    |
| 117 | Мушко становништво старије од 18 година са постосновним образовањем                              | 6682     |
| 118 | Женско становништво старије од 18 година са постосновним образовањем                             | 7329     |
| 119 | Просечна оцена школовања                                                                         | 9.23     |
| 120 | Просечан ниво образовања мушке популације                                                        | 9.41     |
| 121 | Просечан ниво образовања женског становништва                                                    | 9.06     |
| 122 | Економски активно становништво                                                                   | 20252    |
| 123 | Економски активна мушка популација                                                               | 13032    |
| 124 | Економски активна женска популација                                                              | 7220     |
| 125 | Становништво које није економски активно                                                         | 19745    |
| 126 | Мушко становништво које није економски активно                                                   | 5814     |
| 127 | Женско становништво које није економски активно                                                  | 13931    |
| 128 | Запослено становништво                                                                           | 18091    |
| 129 | Запослено мушко становништво                                                                     | 11389    |
| 130 | Запослено женско становништво                                                                    | 6702     |
| 131 | Незапослена популација                                                                           | 2161     |
| 132 | Незапослена мушка популација                                                                     | 1643     |
| 133 | Незапослена женска популација                                                                    | 518      |
| 134 | Становништво без права на здравствене услуге                                                     | 15392    |
| 135 | Становништво које има право на здравствене услуге                                                | 35777    |
| 136 | Становништво које има право на ИМСС                                                              | 19398    |
| 137 | Становништво које има право на социјално осигурање                                               | 2367     |
| 138 | Становништво које има право на државно социјално осигурање                                       | 82       |
| 139 | Становништво које има право на опште осигурање или здравствено осигурање за нову генерацију      | 13374    |
| 140 | Становништво које је било једном или није било у браку током 12 година и више                    | 13273    |
| 141 | Венчано или уједињено становништво од 12 година и више                                           | 22528    |
| 142 | Становништво које је било у браку или уједињено 12 година и више                                 | 4282     |
| 143 | Становништво са католичком религијом                                                             | 43610    |
| 144 | Протестанти, еванђелисти и библијски следбеници различити од еванђелиста                         | 4786     |
| 145 | Становништво са другим религијама различитим од претходних                                       | 48       |
| 146 | Становништво без религије                                                                        | 1494     |
| 147 | Укупно пописаних домаћинства                                                                     | 13826    |
| 148 | Пописна домаћинства на челу са мушкарцима                                                        | 10299    |
| 149 | Пописна домаћинства на челу са женама                                                            | 3527     |
| 150 | Становништво у пописним домаћинствима                                                            | 51262    |
| 151 | Становништво у пописним домаћинствима на челу са мушкарцима                                      | 40113    |
| 152 | Становништво у пописним домаћинствима на челу са женама                                          | 11149    |
| 153 | Укупно домаћинстава                                                                              | 18283    |
| 154 | Укупно насељених домаћинстава                                                                    | 13960    |
| 155 | Укупно приватних кућа                                                                            | 18149    |
| 156 | Насељени приватни домови                                                                         | 13826    |
| 157 | Укупно насељених приватних кућа                                                                  | 13960    |
| 158 | Ненасељене приватне куће                                                                         | 3188     |
| 159 | Појединачна домаћинства за привремену употребу                                                   | 1135     |
| 160 | Становници у насељеним приватним кућама                                                          | 51262    |
| 161 | Насељеност станара у приватним становима                                                         | 3.71     |
| 162 | Просечно становника по соби у приватним насељеним домаћинствима                                  | 0.89     |
| 163 | Појединачна домаћинства са подовима од различитих материјала од земље                            | 13514    |
| 164 | Појединачна домаћинства у приземљу                                                               | 274      |
| 165 | Појединачна домаћинства са једном спаваћом собом                                                 | 4050     |
| 166 | Појединачна домаћинства са две спаваће собе и више                                               | 9755     |
| 167 | Појединачна домаћинства са једним собом                                                          | 498      |
| 168 | Појединачна домаћинства са две собе                                                              | 1545     |
| 169 | Појединачна домаћинства са 3 собе и више                                                         | 11748    |
| 170 | Појединачна домаћинства која имају електрично светло                                             | 13692    |
| 171 | Појединачна домаћинства која немају електрично светло                                            | 112      |
| 172 | Појединачна домаћинства која имају водоводну воду у стамбеном простору                           | 13512    |
| 173 | Појединачна домаћинства која немају водоводну воду у стамбеном простору                          | 285      |
| 174 | Појединачна домаћинства која имају тоалет                                                        | 13471    |
| 175 | Појединачна домаћинства која имају канализацију                                                  | 13300    |
| 176 | Појединачна домаћинства која немају канализацију                                                 | 494      |
| 177 | Појединачна домаћинства која имају електрично светло, довод воде из јавне мреже и канализацију   | 13104    |
| 178 | Појединачна домаћинства без икаквих услова                                                       | 115      |
| 179 | Појединачна домаћинства која имају радио                                                         | 12267    |
| 180 | Појединачна домаћинства која имају телевизор                                                     | 13345    |
| 181 | Појединачна домаћинства која имају фрижидер                                                      | 11835    |
| 182 | Појединачна домаћинства која имају машину за веш                                                 | 9528     |
| 183 | Појединачна домаћинства која имају аутомобил или комби                                           | 7363     |
| 184 | Појединачна домаћинства која имају рачунар                                                       | 4025     |
| 185 | Појединачна домаћинства која имају фиксну телефонску линију                                      | 6593     |
| 186 | Појединачна домаћинства која имају мобилни телефон                                               | 5925     |
| 187 | Појединачна домаћинства која имају приступ интернету                                             | 2634     |